# Olaf Stuger

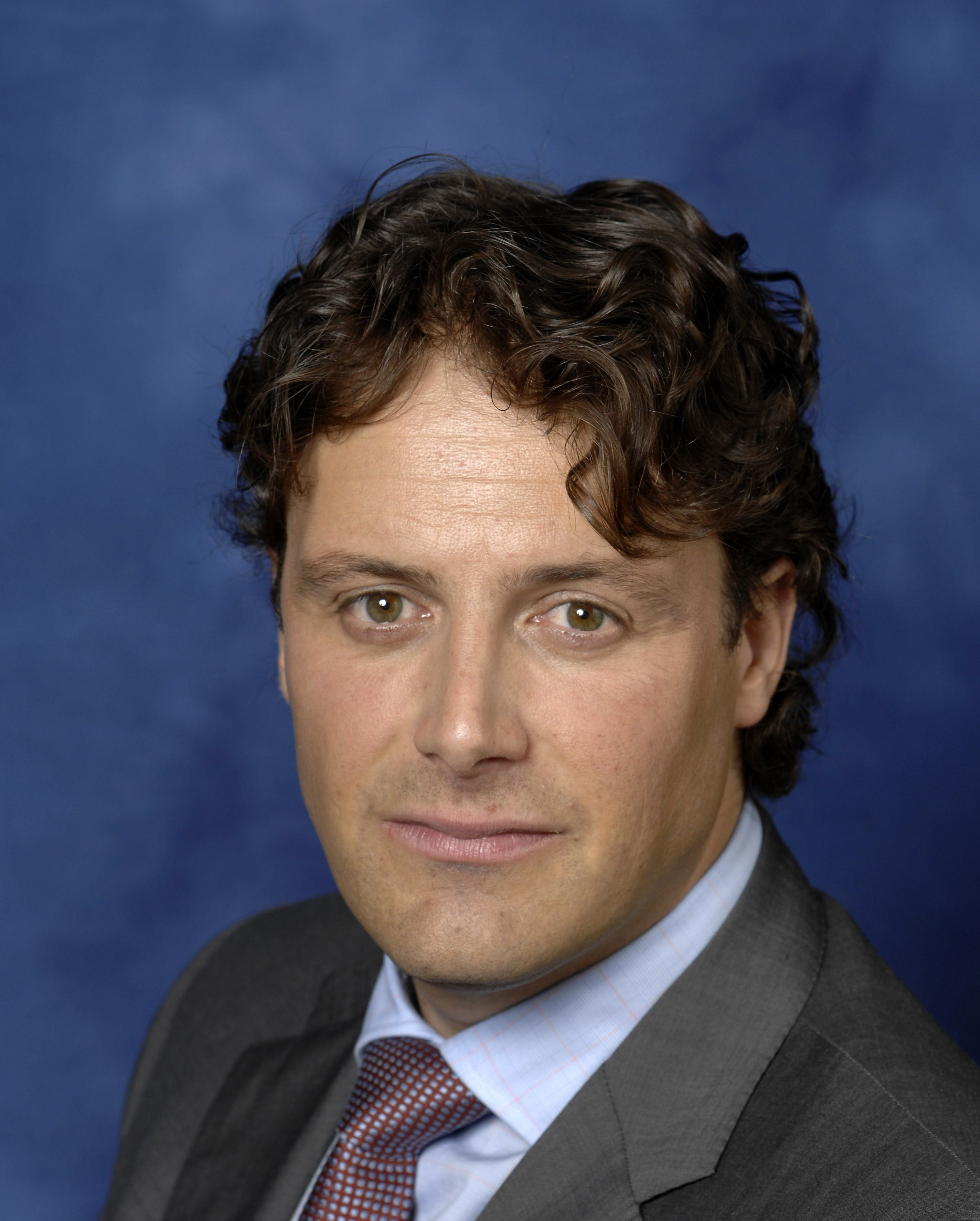
Olaf Stuger (2006)

Olaf Frederik Stuger (* 3. Mai 1969 in Driebergen, Provinz Utrecht) ist ein niederländischer Politiker. Bevor er in die Politik ging, war er als Sales Manager in der Automatisierungsbranche tätig.
Bevor er sich 2001 der LPF anschloss, war Stuger zunächst VVD-Mitglied und anschließend bei den Democraten 66. Von Mai 2002 bis Januar 2003 war er für die LPF Mitglied des Parlaments und deren Spitzenkandidat bei den Parlamentswahlen 2006. Bei diesen Wahlen kam die LPF nur noch auf 0,2 % der Stimmen und ist seither in der Zweiten Kammer nicht mehr vertreten.
Bei der Europawahl 2014 wurde Stuger für die Partij voor de Vrijheid ins Europäische Parlament gewählt.